# Vince Gill
Vincent Grant Gill (* 12. dubna 1957 Norman, Oklahoma, USA) je americký country zpěvák, kytarista a skladatel. V roce 1991 hrál ve skladbě „The Bug“ na posledním studiové album skupiny Dire Straits s názvem On Every Street. V roce 2007 byl uveden do Country Music Hall of Fame. Je držitelem sedmadvaceti cen Grammy a za svou kariéru prodal více než 22 000 000 výlisků alb. V roce 2011 hrál na albu Joe Bonamassy s názvem Dust Bowl. V roce 2012 spolupracoval s Kelly Clarkson na hitu Don't Rush, který se objevil na kompilaci největších hitů zpěvačky s názvem Greatest Hits: Chapter One.

## Diskografie
- 1984: Turn Me Loose
- 1985: The Things That Matter
- 1987: The Way Back Home
- 1989: When I Call Your Name
- 1991: Pocket Full of Gold
- 1992: I Still Believe in You
- 1993: Let There Be Peace on Earth
- 1994: When Love Finds You
- 1995: The Essential Vince Gill
- 1995: Souvenirs
- 1996: High Lonesome Sound
- 1998: The Key
- 1998: Breath of Heaven: A Christmas Collection
- 2000: Let's Make Sure We Kiss Goodbye
- 2000: 'Tis the Season
- 2003: Next Big Thing
- 2006: These Days
- 2011: Guitar Slinger